# Emigdio Tormo Moratalla
Emigdio Tormo Moratalla (Elx, 29 d'abril de 1967) és un advocat i polític valencià, diputat a les Corts Valencianes en la IX i X legislatura.

## Biografia
Llicenciat en dret, ha treballat com a advocat i com a pilot d'aviació de la companyia Air Nostrum. A les eleccions municipals espanyoles de 2003 fou escollit regidor de l'ajuntament d'Elx com a independent a la llista del Partit Popular de la Comunitat Valenciana. En 2005 esdevingué portaveu del grup municipal popular i ingressa al PPCV. Fou escollit novament regidor a les eleccions municipals espanyoles de 2007. També fou director de l'Agència d'Energia, un organisme dependent de la Diputació d'Alacant. El fet de ser l'únic regidor del PP que no va signar la querella contra Alejandro Soler Mur el va enfrontar amb la cap del partit a Elx, Mercedes Alonso García i en octubre de 2009 fou suspès de militància del partit. El 2012 el PPCV li va aixecar la suspensió de militància però el maig de 2013 es donà de baixa del partit i ingressà a Ciudadanos, del qual en fou cap a la província d'Alacant.
Fou elegit diputat a les eleccions a les Corts Valencianes de 2015 com a cap de llista per Alacant. Va tornar a ser elegit diputat per Alacant a les eleccions de 2019. Fou president de la Comissió d'Agricultura, Ramaderia i Pesca de les Corts Valencianes.